# Phillip Tapsell
Pour les articles homonymes, voir Tapsell.
Phillip Tapsell, né Hans Homan Jensen Falk entre 1777 et 1791 et mort le 6 ou le 7 août 1873, est un baleinier et commerçant danois qui s'est installé en Nouvelle-Zélande au début du XIXe siècle.

## Biographie
Tapsell arrivé pour la première fois en Nouvelle-Zélande dans la baie des Îles à bord du New Zealander le 26 mars 1810. Il s'y mariera trois fois. Le premier mariage est avec Maria Ringa, célébré par le missionnaire Thomas Kendall dans la baie des Îles le 23 juin 1823, et revendiqué (par Tapsell lui-même) comme le premier mariage chrétien en Nouvelle-Zélande. En 1828 ou en novembre 1830, il s'installe à Maketu et commence à faire le commerce du phormium. Sa troisième épouse est Hine-i-turama Ngatiki, qui est tuée lors de la bataille d'Orakau.
À une certaine époque, Tapsell possède les îles Whakaari et Moutohora et il y vit pendant un certain temps.
En 1850, à bord du Brisk, suivant une route plus méridionale que Charles Wilkes, il redécouvre les îles Balleny mais n'aperçoit pas l'Antarctique.